# Келецка епархия
Келецката епархия (на полски: Diecezja kielecka; на латински: Dioecesis Kielcensis) е административно-териториална единица на католическата църква в Полша, западен обред. Суфраганна епископия на Краковската митрополия. Установена на 13 юни 1805 година от пата Пий VII, след ликвидирането на Тарновката епархия. На 30 юни 1818 година е закрита от същия папа, за да бъде възстановена на 28 декември 1882 година от папа Лъв XIII. Настоящата и територия е утвърдена на 25 март 1992 година с булата „Totus Tuus Poloniae Populus“ на папа Йоан-Павел II. Заема площ от 8 319 км2 и има 775 390 верни. Седалище на епископа е град Келце.

## Деканати
В състава на епархията влизат тридесет и три деканата.
| - Бодзентински деканат - Буски деканат - Вишлицки деканат - Влошчовски деканат - Воджиславски деканат - Далешицки деканат - Жарновецки деканат - Загнански деканат - Йенджейовски деканат - Кажимерски деканат - Келце-Захуд (деканат) | - Келце-Полудне (деканат) - Келце-Пулноц (деканат) - Келце-Шрудмешче (деканат) - Конецполски деканат - Лельовски деканат - Лопушански деканат - Малогоски деканат - Масловски деканат - Меховски деканат - Моравицки деканат - Новокорчински деканат | - Пекошовски деканат - Пинчовски деканат - Прошовицки деканат - Сенджишовски деканат - Скалбмерски деканат - Скалски деканат - Сломницки деканат - Стопницки деканат - Хенчински деканат - Хмелницки деканат - Шчекочински деканат |